# Gianluigi Galli
Gianluigi Galli, noto Gigi (Livigno, 13 gennaio 1973) è un pilota di rally italiano.

## Carriera
Nell'ambiente dei rally è conosciuto come l'Italiano volante, per la sua guida spettacolare e soprattutto per aver realizzato al Rally di Finlandia del 2005 un salto di ben 54 metri con la sua Mitsubishi, record che divide con il quattro volte Campione del Mondo, il finlandese Tommi Mäkinen. Un'impresa capace di impressionare gli appassionati del nord Europa, che su un giornale locale con ammirazione lo appellarono Hullu, cioè "pazzo".
Esordì nel 1995 aggiudicandosi il trofeo Fiat, nel 1998 divenne per la prima volta Campione Italiano Gr.N, titolo che porterà a casa anche nel 2000.
Dopo alcune buone prestazioni nel mondiale rally, nel 2002 fu protagonista nel Campionato Italiano Rally con la Fiat Punto della Trico Racing, mentre nel 2003 tornò a correre per il Team Ralliart Italy, partecipando sia al Campionato Italiano che a qualche appuntamento iridato.

Le buone prestazioni realizzate alla guida di vetture da rally, gli permisero di approdare nel 2004 in un team ufficiale nel mondiale, venendo scritturato da Mitsubishi Motorsport in qualità di pilota e tester.
Il 2005 lo si può considerare come l'anno della consacrazione. Partito con un programma che prevedeva l'alternanza con Gilles Panizzi sul secondo sedile della Mitsubishi, Galli, dal rally di Turchia in poi, partecipò a tutte le gare della serie iridata.
Nel 2006 la casa con cui è sotto contratto, la Mitsubishi Motors, decise improvvisamente di ritirarsi dalle competizioni a stagione iniziata e il pilota valtellinese si trovò senza un volante, ma grazie al Team Ralliart Italy, riuscì comunque a disputare i primi due appuntamenti del calendario, Monte Carlo e Svezia, dove in quest'ultimo ottenne il quarto posto finale. Dopo aver saltato i due rally successivi, tornò in Corsica al volante di una Peugeot 307 WRC fornita dal team Bozian e sponsorizzata da Pirelli Tyre e con essa disputò altri 4 rally stagionali. Ottenne il primo podio in carriera al rally d'Argentina, dove si piazzò al terzo posto, e concluse la stagione iridata in quindicesima posizione nella classifica piloti. Galli terminò poi l'annata 2006 a dicembre, dove conquistò il secondo successo consecutivo al Memorial Bettega, la gara del Motorshow di Bologna, davanti ad oltre 30.000 spettatori presenti sulle tribune. 
Nel 2008 firmò un contratto stagionale completo con il team M-Sport Stobart, che gli mise a disposizione una Ford Focus RS WRC semiufficiale. Ottenne come risultato migliore un terzo posto al rally di Svezia (il secondo podio in carriera) e un quarto nella gara di casa, il Rally di Sardegna, ma durante la quinta prova speciale del Rally di Germania, il valtellinese uscì rovinosamente di strada, finendo contro un albero. Nell'incidente si ruppe il femore sinistro, mentre il copilota Giovanni Bernacchini rimase illeso. Dopo l'incidente, Galli abbandonò definitivamente il mondiale WRC, nonostante qualche test svolto nel 2009. 

### Stagioni in dettaglio
- 1994: Debutto
- 1995: 7º nel Trofeo Cinquecento
- 1996: 1º nel Trofeo Cinquecento
- 1997: partecipa all'Europeo con una Escort Coswort Martini del Team Rossi
- 1998: Campione Italiano Gruppo N. Debutto nel Mondiale (Rally di Sanremo)
- 1999: 6º di Produzione nel Mondiale Rally (vincitore del Gruppo N al Rallye San Remo-Rallye d'Italia)
- 2000: Campione Italiano Gruppo N
- 2001: partecipa ad alcune gare del Mondiale Gruppo N
- 2002: con la Fiat Punto S1600 conclude la stagione 7º nel Mondiale S1600 e 3º nel Campionato Italiano Rally
- 2003: partecipa al Campionato Italiano Rally come pilota ufficiale RalliArt Italy.

Galli conquista la classifica C.I.R. al Tutto Terra Toscana e al Rally Costa Smeralda. 
Ottiene il 4º posto al Rally del Ciocco e all'Alpi Orientali, il 7º posto al Rally 1000 miglia e l'8º posto al Targa Florio.
Si ritira al Rally San Marino, Rally del Salento e Rally San Martino di Castrozza.

### Nel Mondiale rally
Lascia anche il segno nel Mondiale Rally Produzione partecipando a 2 appuntamenti: 
2º di Gr.N al Rally di Svezia e 5º al Rally di Finlandia dove vince ben 18 su 23 prove speciali disputate.

#### 2004
Insieme ai giovani emergenti Daniel Solà e Kristian Sohlberg, Galli viene chiamato ad alternarsi alla guida della nuova Mitsubishi Lancer WRC 2004.
Gigi Galli affronta la stagione alternando gare del Campionato del Mondo al volante della Lancer WRC (Rally di Monte Carlo, Rally del Messico, Rally di Turchia e Rally di Catalunya) e gare del Campionato Mondiale Produzione con la Mitsubishi Lancer Gr.N made in Ralliart Italy (Rally di Svezia, Rally della Nuova Zelanda, Rally di Argentina, Rally di Finlandia, Rally di Germania e Rally d'Italia, Rally di Corsica, Rally d'Australia)

#### 2005
Galli viene confermato anche per la stagione 2005 come pilota ufficiale Mitsubishi nel World Rally Champioship, come seconda guida (prima guida Harri Rovanperä) del team a diversi appuntamenti del mondiale, alternandosi con il compagno di squadra Gilles Panizzi.

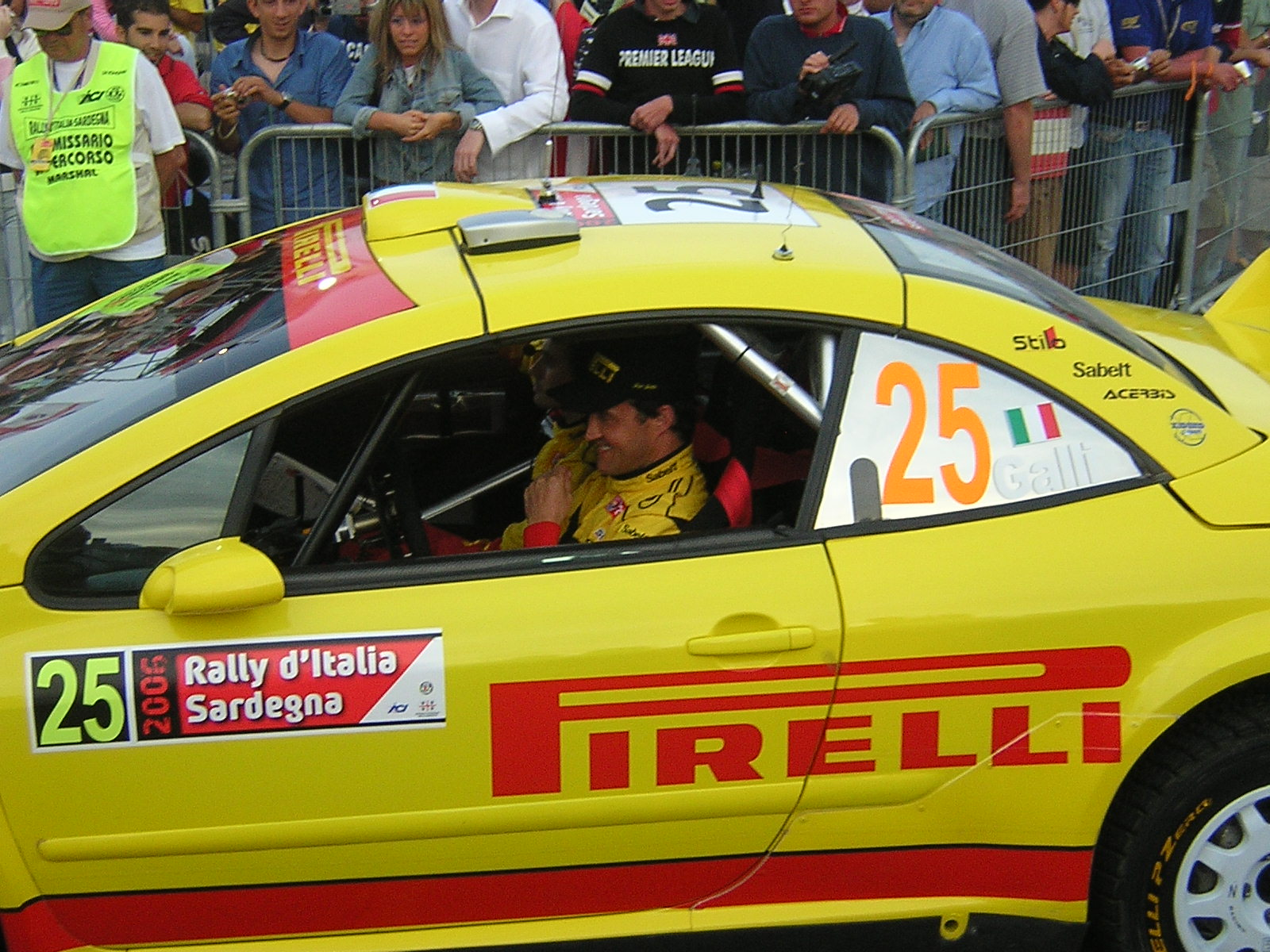
Gigi Galli al Rally di Sardegna 2006

7º assoluto al Rally di Svezia a causa di alcuni problemi che l'hanno fatto retrocedere dal 4º posto, dopo aver vinto anche una prova speciale. Ottima gara per Galli anche in Turchia, dove giunge ottavo a causa di un guasto al turbo dopo aver concluso la prima tappa al secondo posto e dopo aver vinto due speciali.

#### 2006
In seguito all'annuncio del ritiro ufficiale della Mitsubishi dal mondiale, grazie a RalliArt Italy partecipa ai Rally di Monte Carlo e di Svezia, sempre con una Mitsubishi. A Monte Carlo però è costretto al ritiro prima per una toccata e poi per la rottura del cambio. In Svezia dopo una lunga lotta con il rivale Carlsson (Mitsubishi non ufficiale) termina 4º assoluto.
Dopo un accordo con il produttore di gomme italiano Pirelli, Galli si trova in mano un mini programma al volante di una Peugeot 307 Wrc del preparatore francese Bozian, consistente in: Tour de Corse-Rally de France (terminato 9º assoluto), Rally Argentina dove conquista il suo primo podio (3º assoluto) in un rally del mondiale e Rally d'Italia-Sardegna (terminato anzitempo per rottura del radiatore). All'inizio di agosto raggiunge un accordo di nuovo con Pirelli che gli permette di correre il Rally di Finlandia sempre con una Peugeot 307 WRC di un altro preparatore francese, la BSA. Alla fine terminerà 5º assoluto, nella sua ultima apparizione nel Campionato del mondo rally 2006.

#### 2007
Grazie all'accordo con PH Sport e Aimont Racing, Galli imbastisce un programma di 8 gare iridate con la Citroën Xsara Wrc del team francese. Dopo sole tre gare però - Svezia (tredicesimo posto), Norvegia (sesto) e Portogallo (settimo) - Galli è costretto ad interrompere il programma per mancanza di finanziamenti da parte di alcuni sponsor.

#### 2008
Galli corre nel Mondiale Rally con la Ford Focus WRC del team Stobart-Ford, insieme ai compagni di squadra Henning Solberg e Matthew Wilson, anch'essi impegnati in tutti e 15 gli appuntamenti del 2008. Galli sarà però nominato in ogni appuntamento per la conquista dei piloti nel Mondiale Costruttori, divenendo quindi team leader.
L'italiano comincia la stagione con un sesto posto ottenuto a Monte Carlo, mentre in Svezia ottiene un terzo posto che gli vale il secondo podio mondiale (dopo quello ottenuto al Rally d'Argentina 2006). In Messico parte con tempi interessanti, ma nella prova speciale 4 si ritira per aver colpito una roccia, con susseguente rottura della sospensione. Nelle successive tappe ottiene un settimo e un ottavo posto rispettivamente in Argentina e in Giordania, mentre giunge quarto al Rally Italia Sardegna. È invece costretto al ritiro nei quattro appuntamenti successivi: Grecia, Turchia, Finlandia e Germania, quest'ultimo dopo un brutto incidente che gli è costato la frattura del femore.
Nella sua carriera nel Mondiale WRC ha finora preso parte a 66 rally, totalizzando 58 punti, con due podi e 23 prove speciali vinte.

## Vittorie nel Group N Cup
| # | Stagione | Evento           | Co-pilota        | Auto                        |
| - | -------- | ---------------- | ---------------- | --------------------------- |
| 1 | 1998     | Rally di Sanremo | Guido D'Amore    | Mitsubishi Carisma GT Evo V |
| 2 | 1999     | Rally di Sanremo | Guido D'Amore    | Mitsubishi Carisma GT Evo V |
| 3 | 2000     | Rally di Sanremo | Maurizio Messina | Mitsubishi Lancer Evo VI    |

## Risultati nel mondiale rally

### WRC
| 1998 | Scuderia | Vettura                     |  |  |  |  |  |  |  |  |  |  |    |  |  |  |  | Punti | Pos. |
| ---- | -------- | --------------------------- |  |  |  |  |  |  |  |  |  |  | -- |  |  |  |  | ----- | ---- |
| 1998 | Ralliart | Mitsubishi Carisma GT Evo V |  |  |  |  |  |  |  |  |  |  | 19 |  |  |  |  | 0     |      |

| 1999 | Scuderia | Vettura                                                                               |  |    |  |     |     |     |  |  |  |    |  |    |  |  |  | Punti | Pos. |
| ---- | -------- | ------------------------------------------------------------------------------------- |  | -- |  | --- | --- | --- |  |  |  | -- |  | -- |  |  |  | ----- | ---- |
| 1999 |          | Mitsubishi Carisma GT Evo IV Mitsubishi Carisma GT Evo V Mitsubishi Carisma GT Evo VI |  | 23 |  | Rit | Rit | Rit |  |  |  | 25 |  | 22 |  |  |  | 0     |      |

| 2000 | Scuderia         | Vettura                                          |    |    |  |     |  |  |  |  |    |  |     |    |  |  |  | Punti | Pos. |
| ---- | ---------------- | ------------------------------------------------ | -- | -- |  | --- |  |  |  |  | -- |  | --- | -- |  |  |  | ----- | ---- |
| 2000 | Vieffe Corse Srl | Mitsubishi Lancer Evo V Mitsubishi Lancer Evo VI | 12 | 26 |  | Rit |  |  |  |  | 27 |  | Rit | 22 |  |  |  | 0     |      |

| 2001 | Scuderia | Vettura                  |     |  |  |  |  |  |  |  |     |  |  |  |  |  |  | Punti | Pos. |
| ---- | -------- | ------------------------ | --- |  |  |  |  |  |  |  | --- |  |  |  |  |  |  | ----- | ---- |
| 2001 |          | Mitsubishi Lancer Evo VI | Rit |  |  |  |  |  |  |  | Rit |  |  |  |  |  |  | 0     |      |

| 2002 | Scuderia | Vettura          |     |  |  |    |  |  |     |  |  |     |    |  |  |  |  | Punti | Pos. |
| ---- | -------- | ---------------- | --- |  |  | -- |  |  | --- |  |  | --- | -- |  |  |  |  | ----- | ---- |
| 2002 |          | Fiat Punto S1600 | Rit |  |  | 23 |  |  | Rit |  |  | Rit | 19 |  |  |  |  | 0     |      |

| 2003 | Scuderia | Vettura                   |  |    |  |  |  |  |  |  |    |  |  |     |  |  |  | Punti | Pos. |
| ---- | -------- | ------------------------- |  | -- |  |  |  |  |  |  | -- |  |  | --- |  |  |  | ----- | ---- |
| 2003 |          | Mitsubishi Lancer Evo VII |  | 22 |  |  |  |  |  |  | 21 |  |  | Rit |  |  |  | 0     |      |

| 2004 | Scuderia          | Vettura                                                                      |     |    |     |     |  |  |    |     |    |     |  |  |   |     |   |     | Punti | Pos. |
| ---- | ----------------- | ---------------------------------------------------------------------------- | --- | -- | --- | --- |  |  | -- | --- | -- | --- |  |  | - | --- | - | --- | ----- | ---- |
| 2004 | Mitsubishi Motors | Mitsubishi Lancer WRC 04 Mitsubishi Lancer Evo VIIMitsubishi Lancer Evo VIII | Rit | 24 | Rit | Rit |  |  | 10 | Rit | 14 | Rit |  |  | 6 | Rit | 7 | Rit | 5     | 15º  |

| 2005 | Scuderia          | Vettura                  |  |   |  |   |     |  |   |   |     |     |   |    |     |   |     |   | Punti | Pos. |
| ---- | ----------------- | ------------------------ |  | - |  | - | --- |  | - | - | --- | --- | - | -- | --- | - | --- | - | ----- | ---- |
| 2005 | Mitsubishi Motors | Mitsubishi Lancer WRC 05 |  | 7 |  | 8 | Rit |  | 8 | 7 | Rit | Rit | 5 | 14 | Rit | 9 | Rit | 5 | 14    | 11º  |

| 2006 | Scuderia | Vettura                                  |     |   |  |  |   |   |     |  |  |   |  |  |  |  |  |  | Punti | Pos. |
| ---- | -------- | ---------------------------------------- | --- | - |  |  | - | - | --- |  |  | - |  |  |  |  |  |  | ----- | ---- |
| 2006 |          | Mitsubishi Lancer WRC 05 Peugeot 307 WRC | Rit | 4 |  |  | 9 | 3 | Rit |  |  | 5 |  |  |  |  |  |  | 15    | 11º  |

| 2007 | Scuderia | Vettura           |  |    |   |  |   |  |  |  |  |  |  |  |  |  |  |  | Punti | Pos. |
| ---- | -------- | ----------------- |  | -- | - |  | - |  |  |  |  |  |  |  |  |  |  |  | ----- | ---- |
| 2007 |          | Citroën Xsara WRC |  | 13 | 6 |  | 7 |  |  |  |  |  |  |  |  |  |  |  | 5     | 15º  |

| 2008 | Scuderia                                 | Vettura               |   |   |     |   |   |   |     |     |     |     |  |  |  |  |  | Punti | Pos. |
| ---- | ---------------------------------------- | --------------------- | - | - | --- | - | - | - | --- | --- | --- | --- |  |  |  |  |  | ----- | ---- |
| 2008 | Stobart VK M-Sport Ford World Rally Team | Ford Focus RS WRC '07 | 6 | 3 | Rit | 7 | 8 | 4 | Rit | Rit | Rit | Rit |  |  |  |  |  | 17    | 9º   |

| Legenda | 1º posto | 2º posto | 3º posto | A punti | Senza punti | Ritirato | Squalificato | NP=Non partito C=Gara cancellata | Apice=Power stage |

### Group N Cup/P-WRC
| 1998 | Scuderia        | Vettura                     |  |  |  |  |  |  |  |  |  |  |   |  |  |  |  |  | Punti | Pos. |
| ---- | --------------- | --------------------------- |  |  |  |  |  |  |  |  |  |  | - |  |  |  |  |  | ----- | ---- |
| 1998 | Ralliart Italia | Mitsubishi Carisma GT Evo V |  |  |  |  |  |  |  |  |  |  | 1 |  |  |  |  |  | 13    | 6º   |

| 1999 | Scuderia | Vettura                                                                               |  |   |  |     |     |     |  |  |  |   |  |   |  |  |  |  | Punti | Pos. |
| ---- | -------- | ------------------------------------------------------------------------------------- |  | - |  | --- | --- | --- |  |  |  | - |  | - |  |  |  |  | ----- | ---- |
| 1999 |          | Mitsubishi Carisma GT Evo IV Mitsubishi Carisma GT Evo V Mitsubishi Carisma GT Evo VI |  | 7 |  | Rit | Rit | Rit |  |  |  | 6 |  | 1 |  |  |  |  | 14    | 7º   |

| 2000 | Scuderia         | Vettura                                          |   |   |  |     |  |  |  |  |   |  |     |   |  |  |  |  | Punti | Pos. |
| ---- | ---------------- | ------------------------------------------------ | - | - |  | --- |  |  |  |  | - |  | --- | - |  |  |  |  | ----- | ---- |
| 2000 | Vieffe Corse SRL | Mitsubishi Lancer Evo V Mitsubishi Lancer Evo VI | 3 | 8 |  | Rit |  |  |  |  | 9 |  | Rit | 1 |  |  |  |  | 14    | 7º   |

| 2001 | Scuderia | Vettura                  |     |  |  |  |  |  |  |  |     |  |  |  |  |  |  |  | Punti | Pos. |
| ---- | -------- | ------------------------ | --- |  |  |  |  |  |  |  | --- |  |  |  |  |  |  |  | ----- | ---- |
| 2001 |          | Mitsubishi Lancer Evo VI | Rit |  |  |  |  |  |  |  | Rit |  |  |  |  |  |  |  | 0     |      |

| 2004 | Scuderia | Vettura                                              |  |   |  |     |  |  |  |     |  |     |  |  |  |     |  |     | Punti | Pos. |
| ---- | -------- | ---------------------------------------------------- |  | - |  | --- |  |  |  | --- |  | --- |  |  |  | --- |  | --- | ----- | ---- |
| 2004 |          | Mitsubishi Lancer Evo VII Mitsubishi Lancer Evo VIII |  | 5 |  | Rit |  |  |  | Rit |  | Rit |  |  |  | Rit |  | Rit | 4     | 17º  |

| Legenda | 1º posto | 2º posto | 3º posto | A punti | Senza punti | Ritirato | Squalificato | NP=Non partito C=Gara cancellata | Apice=Power stage |

### Junior WRC
| 2002 | Scuderia | Vettura          |     |  |  |   |  |  |     |  |  |     |   |  |  |  |  |  | Punti | Pos. |
| ---- | -------- | ---------------- | --- |  |  | - |  |  | --- |  |  | --- | - |  |  |  |  |  | ----- | ---- |
| 2002 |          | Fiat Punto S1600 | Rit |  |  | 4 |  |  | Rit |  |  | Rit | 5 |  |  |  |  |  | 5     | 9º   |

| Legenda | 1º posto | 2º posto | 3º posto | A punti | Senza punti | Ritirato | Squalificato | NP=Non partito C=Gara cancellata | Apice=Power stage |